# Georg Vest
Georg Erland Larsen Vest (18 luglio 1896 – 6 dicembre 1977) è stato un ginnasta danese.

## Biografia
Georg Vest  è stato un ginnasta danese che ha partecipato ai Giochi Olimpici estivi del 1920. Fece parte della squadra danese, che riuscì a vincere la medaglia d'argento nella competizione di ginnastica a squadre maschile, sistema svedese, nel 1920.

## Palmarès

### Olimpiadi
- 1 medaglia:
  - 1 argento (Anversa 1920 nel concorso svedese a squadre)